# Liste des résolutions du Conseil de sécurité des Nations unies sur la Bosnie-Herzégovine
Cet article dresse une liste des résolutions du Conseil de sécurité des Nations unies concernant la Bosnie-Herzégovine.

## Bosnie-Herzégovine
La Bosnie-Herzégovine ou Bosnie-et-Herzégovine, en bosnien, serbe, croate et serbo-croate Bosna i Hercegovina, dans l'alphabet cyrillique serbe Босна и Херцеговина.
- Résolution 752 : Bosnie-Herzégovine (adoptée le 15 mai 1992).
- Résolution 755 : nouveau membre : Bosnie-Herzégovine (adoptée le 20 mai 1992).
- Résolution 757 : Bosnie-Herzégovine (adoptée le 30 mai 1992).
- Résolution 758 : Bosnie-Herzégovine (adoptée le 8 juin 1992).
- Résolution 761 : Bosnie-Herzégovine (adoptée le 29 juin 1992).
- Résolution 764 : Bosnie-Herzégovine (adoptée le 13 juillet 1992).
- Résolution 770 : Bosnie-Herzégovine (adoptée le 13 août 1992).
- Résolution 776 : Bosnie-Herzégovine (adoptée le 14 septembre 1992).
- Résolution 781 : Bosnie-Herzégovine (adoptée le 9 octobre 1992).
- Résolution 786 : Bosnie-Herzégovine (adoptée le 10 novembre 1992).
- Résolution 787 : Bosnie-Herzégovine (adoptée le 16 novembre 1992).
- Résolution 798 : Bosnie-Herzégovine (adoptée le 18 décembre 1992).
- Résolution 816 : Bosnie-Herzégovine (adoptée le 31 mars 1993).
- Résolution 819 : Bosnie-Herzégovine (adoptée le 16 avril 1993).
- Résolution 820 : Bosnie-Herzégovine. Établissant des sanctions contre la république fédérative de Yougoslavie (Serbie et Monténégro) à la suite de la guerre en ex-Yougoslavie. La Cour européenne des droits de l'homme s'abstiendra d'examiner la légalité de cette résolution lors de son arrêt Bosphorus, 2005. (adoptée le 17 avril 1993).
- Résolution 824 : Bosnie-Herzégovine (adoptée le 6 mai 1993).
- Résolution 836 : Bosnie-Herzégovine (adoptée le 4 juin 1993).
- Résolution 838 : Bosnie-Herzégovine (adoptée le 10 juin 1993).
- Résolution 844 : Bosnie-Herzégovine (adoptée le 18 juin 1993).
- Résolution 859 : Bosnie-Herzégovine (adoptée le 24 août 1993).
- Résolution 900 : restauration des services publics essentiels et de la vie normale dans et aux alentours de Sarajevo, Bosnie-Herzégovine.
- Résolution 908 : extension du mandat et le renforcement du personnel de la Force de protection des Nations unies (FORPRONU).
- Résolution 913 : situation en Bosnie-Herzégovine, en particulier dans la zone de sécurité de Goražde (Bosnie-Herzégovine) et du règlement de la situation politique dans l'ex-Yougoslavie.
- Résolution 914 : accroissement du personnel de la Force de protection de l'ONU, en addition du renforcement approuvé dans la résolution 908 (1994).
- Résolution 941 : situation dans la république de Bosnie-Herzégovine (exige la fin du nettoyage ethnique)
- Résolution 942 : situation dans la république de Bosnie-Herzégovine (approbation du règlement territorial proposé)
- Résolution 943 : situation dans la république de Bosnie-Herzégovine (suspension provisoire de certaines sanctions)
- Résolution 958 : Croatie, protection zones de sécurité en Bosnie-Herzégovine.
- Résolution 959 : situation dans la république de Bosnie-Herzégovine (condamnation de la violation de la frontière entre la Croatie et la Bosnie-Herzégovine.
- Résolution 982 : force de protection des Nations unies (prorogation de la FORPRONU en Bosnie jusqu’au 30 novembre 1995)
- Résolution 983 : force de protection des Nations unies (Création de la FORDEPRENU jusqu’au 30 novembre 1995)
- Résolution 987 : la situation dans la république de Bosnie-Herzégovine (arrêt de la violence contre la FORPRONU)
- Résolution 988 : la situation dans la république de Bosnie-Herzégovine (reconduction suspension sanctions contre république fédérative de Yougoslavie jusqu’au 5 juillet 1995)
- Résolution 1003 : la situation dans la république de Bosnie-Herzégovine (reconduction jusqu’au 18 septembre 1995 suspension des sanctions contre la république fédérative de Yougoslavie).
- Résolution 1004 : la situation dans la république de Bosnie-Herzégovine (retrait des forces serbes de Srebrenica et libération de membres de la FORPRONU)
- Résolution 1010 : la situation dans la république de Bosnie-Herzégovine (accès humanitaire aux personnes déplacées de Srebrenica et Žepa (Rogatica))
- Résolution 1015 : la situation dans la république de Bosnie-Herzégovine (suspension de certaines sanctions contre république fédérative socialiste de Yougoslavie jusqu’au 18 septembre 1995)* Résolution 1016 : la situation dans la république de Bosnie-Herzégovine (cessez-le-feu immédiat ; négociations sur base des déclarations de principe du 8 septembre 1995)
- Résolution 1026 : la situation dans la république de Bosnie-Herzégovine (prorogation de la FORPRONU jusqu’au 31 janvier 1996)
- Résolution 1031 : la situation en république de Bosnie-Herzégovine [création de la Force multinationale de mise en œuvre de la paix (IFOR).
- Résolution 1034 : la situation en république de Bosnie-Herzégovine (condamnation des atrocités commises par les Serbes de Bosnie).
- Résolution 1035 : la situation en république de Bosnie-Herzégovine (création d’un Groupe international de police et d’un Bureau civil des Nations unies).
- Résolution 1088 : la situation en Bosnie-Herzégovine
- Résolution 1103 : situation en Bosnie-Herzégovine
- Résolution 1107 : situation en Bosnie-Herzégovine
- Résolution 1112 : situation en Bosnie-Herzégovine
- Résolution 1144 : situation en Bosnie-Herzégovine
- Résolution 1168 : la situation en Bosnie-Herzégovine.
- Résolution 1174 : la situation en Bosnie-Herzégovine.
- Résolution 1184 : la situation en Bosnie-Herzégovine.
- Résolution 1247 : la situation en Bosnie-Herzégovine
- Résolution 1256 : la situation en Bosnie-Herzégovine
- Résolution 1305 : situation en Bosnie-Herzégovine.
- Résolution 1357 : la situation en Bosnie-Herzégovine.
- Résolution 1396 : la situation en Bosnie-Herzégovine.
- Résolution 1418 : la situation en Bosnie-Herzégovine.
- Résolution 1420 : la situation en Bosnie-Herzégovine.
- Résolution 1421 : la situation en Bosnie-Herzégovine.
- Résolution 1423 : la situation en Bosnie-Herzégovine.
- Résolution 1491 : la situation en Bosnie-Herzégovine.
- Résolution 1551 : la situation en Bosnie-Herzégovine.
- Résolution 1575 : la situation en Bosnie-Herzégovine.
- Résolution 1639 : la situation en Bosnie-Herzégovine.
- Résolution 1722 : la situation en Bosnie-Herzégovine.
- Résolution 1764 : la situation en Bosnie-Herzégovine.
- Résolution 1785 : la situation en Bosnie-Herzégovine.
- Résolution 1845 : la situation en Bosnie-Herzégovine.
- Résolution 1869 : la situation en Bosnie-Herzégovine.
- Résolution 1895 : La situation en Bosnie-Herzégovine.
- Résolution 1948 : la situation en Bosnie-Herzégovine (adoptée le 18 novembre 2010).
- Résolution 2019 : la situation en Bosnie-Herzégovine (adoptée le 16 décembre 2011).
- Résolution 2074 : La situation en Bosnie-Herzégovine (adoptée le 14 novembre 2012 lors de la 6861e séance).
- Résolution 2123 : La situation en Bosnie-Herzégovine (adoptée le 12 novembre 2013 lors de la 7055e séance).
- Résolution 2183 : La situation en Bosnie-Herzégovine (adoptée le 11 novembre 2014 lors de la 7307e séance).
- Résolution 2247 : La situation en Bosnie-Herzégovine (adoptée le 10 novembre 2015).
- Résolution 2315 : La situation en Bosnie et Herzégovine (adoptée le 8 novembre 2016).
- Résolution 2384 : La situation en Bosnie-Herzégovine (adoptée le 7 novembre 2017)
- Résolution 2443 : La situation en Bosnie-Herzégovine (adoptée le 6 novembre 2018)
- Résolution 2496 : Bosnie-Herzégovine (adoptée le 5 novembre 2019)
- Résolution 2549 : La situation en Bosnie-Herzégovine. Lettre du président du Conseil sur le résultat du vote (S/2020/1085) et les détails du vote (S/2020/1087) (adoptée le 5 novembre 2020)
- Résolution 2604 : La situation en Bosnie-Herzégovine (adoptée le 3 novembre 2021)
- Résolution 2658 : La situation en Bosnie-Herzégovine (adoptée le 2 novembre 2022)
- Résolution 2706 : La situation en Bosnie-Herzégovine (adoptée le 2 novembre 2023)